# Caroni Plain
Die Caroni Plain ist ein Landschaftsgroßraum im Norden der Insel Trinidad im karibischen Inselstaat Trinidad und Tobago.

## Geographie

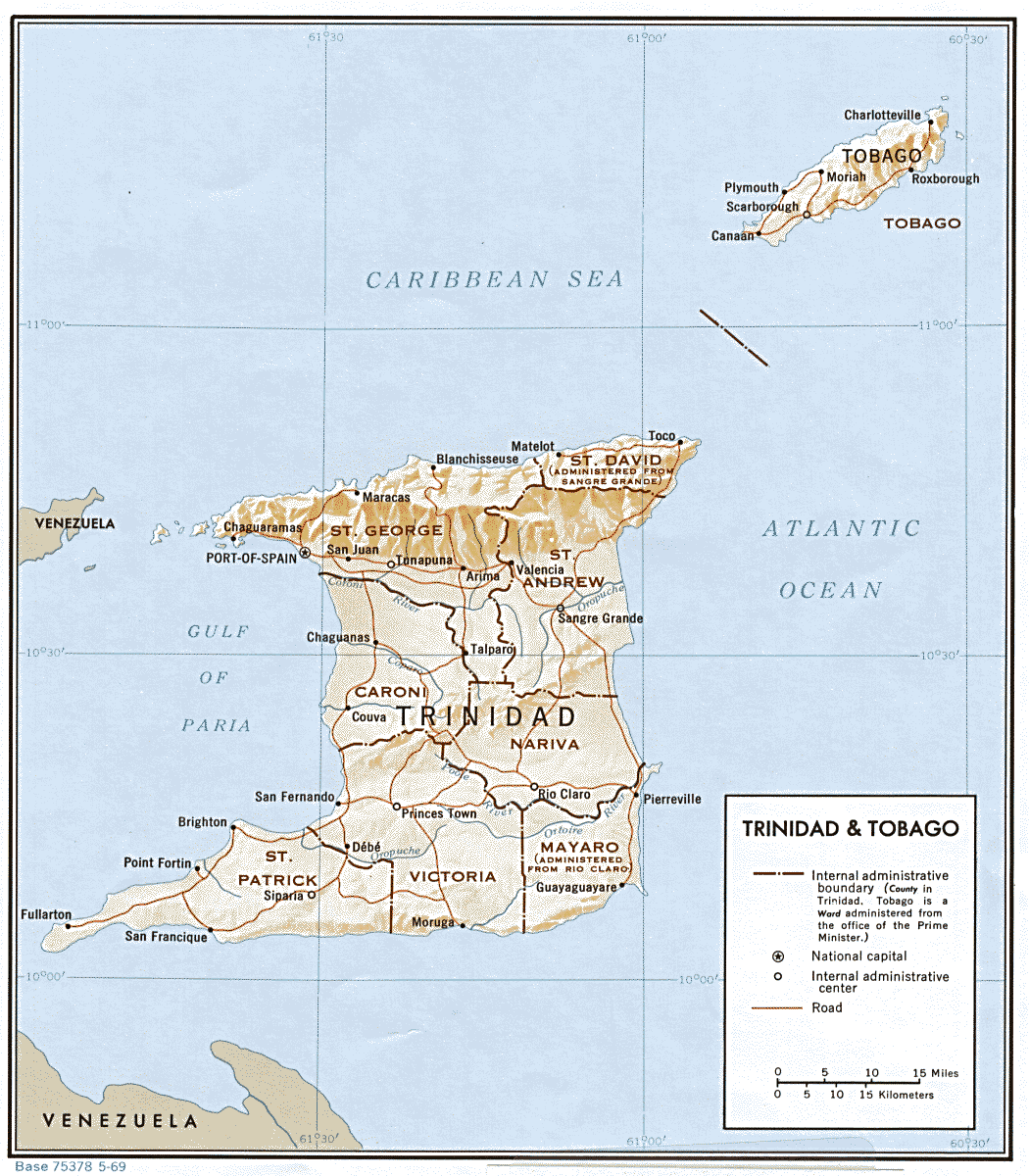
Historische Countys in Trinidad mit dem Caroni County im mittleren Westen

Die Caroni Plain wird im Norden und Süden durch zwei Mittelgebirge begrenzt, die Northern Range im Norden und die Central Range im Süden. In West-Ost-Richtung verläuft das Gebiet vom Golf von Paria im Westen Richtung Osten. Ein östliches Ende ist nicht definiert. Im Norden und im Süden stimmen die Grenzen der Caroni Plain grob mit denen des historischen Countys Caroni überein, das von 1849 bis 1991 bestand und dessen Ostgrenze ungefähr entlang einer gedachten vertikalen Achse durch die Mitte Trinidads verlief. Ein Enden der Caroni Plain an dieser ehemaligen Grenze ist möglich, aber nicht verschriftlicht. Eine administrative Definition der Grenzen des Landschaftsgroßraums existiert nicht.
Die gesamte Caroni Plain ist eine Tiefebene und als solche die größte Trinidads. Das Kerngebiet ist größtenteils sehr fruchtbar, da dort aus den Mittelgebirgen kommende Wasserläufe entwässern, und wurde lange Zeit primär landwirtschaftlich genutzt. An der Westküste liegt mit dem Caroni Swamp ein nach der Ramsar-Konvention geschütztes Feuchtgebiet. Bedeutende Flussläufe, die die Ebene entwässern, sind der Caroni River und der Oropuche River.
Der Landschaftsgroßraum erstreckt sich über Teile der Regionen San Juan-Laventille, Tunapuna-Piarco und Couva-Tabaquite-Talparo und beinhaltet die keinen Regionen zugeordneten Städte Port of Spain und Chaguanas. Der bevölkerungsreiche East-West Corridor entlang der südlichen Ausläufer der Northern Range, in dem über ein Drittel der Trinidadier leben, verläuft zu einem guten Teil innerhalb der Caroni Plain und definiert zugleich ihre nördliche Grenze.

## Geschichte
Der Name des Landschaftsgroßraums stammt aus dem Lokono, einer lokalen Varietät der Arawak-Sprachen der Ureinwohner. Das Suffix „-uni“ steht dabei für „Wasser“.
Während der britischen Kolonialzeit wurde die Caroni Plain „Grand Savannah“ genannt. Traditionell wurde in ihr Zuckerrohr angebaut; die Pflanze war 1785 vom Plantagenbesitzer St. Hilaire Begorrat auf Trinidad eingeführt worden, und Zucker war von Anfang des 19. Jahrhunderts bis etwa 1890 und nochmals von 1920 bis 1935 das wichtigste Exportgut der Insel. Nach dem Ende der Sklaverei 1840 strömten ab 1845 für fünf Jahre angeworbene indische Vertragsarbeiter auf die Insel und stellten rasch die Bevölkerungsmehrheit im „Zuckerrohrgürtel“, den die Caroni Plain ausmachte. Ihre Ansiedlungen wurden „Coolie Villages“ genannt, „Coolie-Dörfer“, wobei „Coolie“ ein negativ konnotierter Spitzname für Menschen asiatischer Herkunft war. Der ursprüngliche Plan der trinidadischen Regierung war, dass die Kontraktarbeiter nach Ende ihrer Vertragslaufzeit zurück in ihre Heimat ziehen, die ganz überwiegende Mehrheit blieb jedoch, und ihre Nachfahren stellen heute gut 40 % der trinidadischen Bevölkerung.
Bis 1880 war der südliche Teil der Caroni Plain lediglich über eine Dampfschifflinie via San Fernando an die Hauptstadt Port of Spain angebunden. In diesem Jahr wurde die Bahnlinie der Trinidad Government Railway bis Couva verlängert, 1882 bis San Fernando. Mit dem Zusammenbruch von Caroni (1975) endete 2003 der industrielle Anbau von Zuckerrohr in der Caroni Plain. Seitdem liegen große Teile der vorher agrarisch genutzten Flächen brach. Eine großflächige Nutzung als Weideland für Nutzvieh wird gelegentlich thematisiert.

## Kultur
Im ruralen Raum der Caroni Plain werden Traditionen der ost- und nordindischen Heimat der Vorfahren der heutigen Bewohner gepflegt. Der lucianische Schriftsteller Derek Walcott setzte 1992 in seiner Rede anlässlich der Verleihung des Literaturnobelpreises der Ebene ein Denkmal: Er beschrieb einen Besuch in Felicity, einem ländlichen Vorort von Chaguanas, in dem die Bewohner im Rahmen eines mehrtägigen Festes die Ramlila aufführten. Der Soziologe Cameron McCarthy legte dar, dass die indischstämmigen Bewohner der Caroni Plain durch die Bewahrung ihrer Traditionen ihrer Marginalisierung innerhalb der trinidadischen Gesellschaft etwas entgegensetzten und dabei der Volkskultur der gesamten Karibik eine Nuance hinzufügten.